# Серебрянськ
Серебря́нськ (каз. Серебрянск) — місто у складі Алтайського району Східноказахстанської області Казахстану. Адміністративний центр та єдиний населений пункт Серебрянської міської адміністрації.
Населення — 7284 особи (2021; 10129 у 2009, 11903 у 1999, 14079 у 1989).